# Глотание
Глота́ние — рефлекторный мышечный акт, при котором в результате поочередного сокращения и расслабления мышц болюс переводится через глотку и пищевод в желудок.
Человек глотает около 600 раз в сутки, в том числе 200 раз во время еды, 50 раз во время сна, 350 раз в остальное время. Большинство глотков делается бессознательно.

## Три фазы глотания
Акт глотания делится на три фазы: ротовую, глоточную и пищеводную.

### Ротовая фаза
Ротовая фаза является произвольной (то есть она может управляться сознанием). Во время ротовой фазы из пережёванной во рту, смоченной слюной и ставшей скользкой пищи формируется болюс — пищевой комок объемом около 5—15 мл. Движениями языка и щёк болюс перемещается на спинку языка. Сокращениями языка пищевой болюс прижимается к твёрдому нёбу и переводится на корень языка за передние нёбно-язычные дужки.

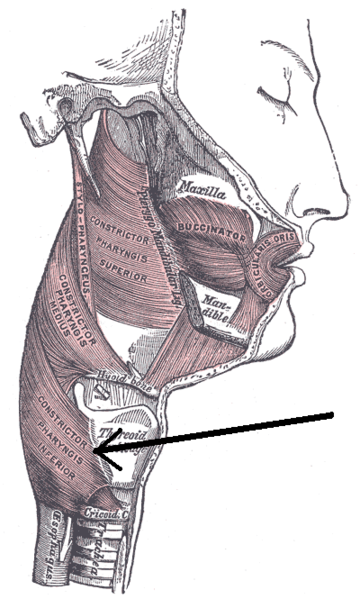
Стрелка показывает на верхний пищеводный сфинктер. На рисунке также имеются: верхний (constrictor pharyngis superior), средний (constrictor pharyngis medius) и нижний (constrictor pharyngis inferior) констрикторы глотки, шилоглоточная мышца (stylopharyngeus), пищевод (esophagus) и др.

### Глоточная фаза
Глоточная фаза — быстрая, короткая, непроизвольная. Раздражение рецепторов корня языка вызывает сокращение мышц, приподнимающих мягкое нёбо, закрывая, таким образом, сообщение глотки с носовой полостью во избежание попадания в неё пищи. Движениями языка пищевой болюс  проталкивается в глотку. При этом происходит сокращение мышц, смещающих подъязычную кость и вызывающих поднятие гортани, надгортанник перекрывает вход в дыхательные пути, чтобы не допустить попадания в них пищи. Одновременно давление в полости рта повышается, а в глотке снижается, способствуя, таким образом перемещению болюса в глотку. Обратному движению болюса в ротовую полость препятствуют поднявшийся корень языка и плотно прилегающие к нему нёбно-язычные дужки.
При поступлении болюса (пищевого комка или жидкости) в глотку, продольные мышцы-подниматели глотки: шилоглоточная и трубно-глоточная поднимают глотку кверху, а констрикторы глотки последовательно, от верхнего констриктора к нижнему, сокращаются, в результате чего болюс проталкивается по направлению к пищеводу.

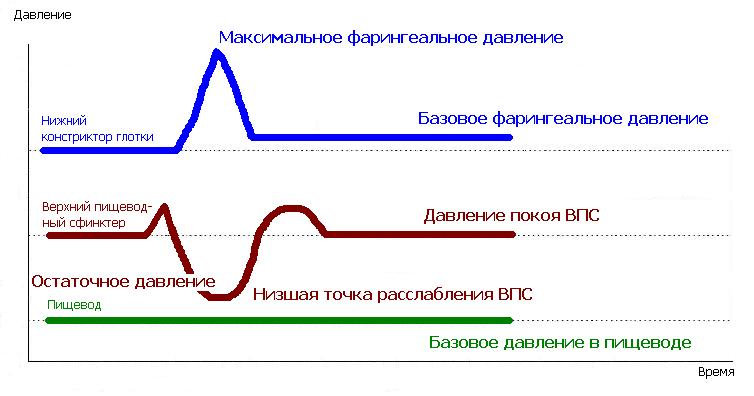
В момент прохождения болюсом верхнего пищеводного сфинктера, в нижнем констрикторе глотки должен быть максимум, а в верхнем пищеводном сфинктере — минимум давления (см. фарингеальная манометрия)

Вне акта глотания  верхний пищеводный сфинктер (ВПС) закрыт, во время глотания давление в гло́тке повышается до 45 мм рт. ст., ВПС открывается, и пищевой болюс поступает в начало пищевода, где давление не более 30 мм рт. ст. В момент глотка́ кривая давления в ВПС имеет М-образную форму из-за того, что: в самом начале глотка́ ВПС (и зона высокого давления) сдвигается в направлении ротовой полости и поэтому давление увеличивается; в момент расслабления ВПС давление падает; в момент закрытия ВПС давление увеличивается; по окончании глотка́ давление в ВПС возвращается к исходной позиции.
Длительность первых двух фаз акта глотания — примерно одна секунда. Глоточную фазу акта глотания невозможно выполнить произвольно, если в полости рта отсутствует пища, жидкость или слюна. После механического раздражения корня языка начинается глотание, которое невозможно остановить произвольно.

### Пищеводная фаза
Пищеводная фаза — непроизвольная и, по сравнению с предыдущими, медленная и длительная. Её продолжительность при проглатывании болюса жидкости — 1—2 секунды, при проглатывании болюса твёрдой пищи — 8—9 секунд.
В момент глотка́ пищевод подтягивается к гло́тке и верхний пищеводный сфинктер расширяется, принимая болюс. Сокращения пищевода имеют перистальтический характер, возникают в верхней его части и распространяются в сторону желудка. Кольцеобразно расположенные мышцы пищевода последовательно сокращаются, передвигая перетяжкой болюс пищи. Перед болюсом движется волна пониженного тонуса пищевода. Её скорость движения несколько больше, чем перистальтической волны, она достигает нижний пищеводный сфинктер (НПС) за 1—2 секунды.
Параметры сокращений пищевода зависят от типа проглатываемого болюса. Жидкость переводится в желудок, в основном, под действием сил тяжести и повышения давления в полости рта. Только последний глоток жидкости вызывает перистальтическую волну.
На границе пищевода и желудка располагается нижний пищеводный сфинктер, предназначенный для ограничения попадания агрессивного содержимого желудка в пищевод. Когда болюс достигает этот сфинктер последний расслабляется и перистальтическая волна проводит через него пищевой комок в желудок.

## Нарушения глотания
Нарушения глотания могут быть различной природы. В частности, нарушения глотания могут быть при ангине, фарингите, стоматите, опухолях тканей полости рта, гортани, а также при приёме горячей пищи, малом количестве слюны, истерии. Различают следующие симптомы:
- дисфагия — ощущение застревания комка пищи при его прохождении через глотку или пищевод;
- одинофагия — боль при глотании;
- ротоглоточная дисфагия — нарушения произвольной (когда процесс глотания управляется сознанием) фазы глотания;
- афагия — полная непроходимость пищевода;
- истерический комок — нарушения глотания отсутствуют, но в горле постоянно ощущается комок; манометрия пищевода и рентгеноконтрастное исследование ничего не выявляют;
- фагофобия — боязнь глотания.[4]
- аэрофагия — заглатывание воздуха, в том числе, с пищевым комком.

## Из истории исследования физиологии глотания
К первыми исследователям акта глотания у человека можно отнести Гуго Кронекера и Самуэля Мельтцера, которые в 1883 году  провели исследования двигательной функции пищевода. Разработанную ими концепцию позже стали называть «теорией глотания Кронекера-Мельцера» (англ. «Kronecker-Meltzer theory of deglutition»).